# Altfrid Heger
Altfrid Heger (ur. 24 stycznia 1958 roku w Essen) – niemiecki kierowca wyścigowy.

## Kariera
Heger rozpoczął karierę w międzynarodowych wyścigach samochodowych w 1983 roku od startów w Renault 5 Turbo Eurocup. Z dorobkiem jednego punktu uplasował się na 23 pozycji w klasyfikacji generalnej. W późniejszych latach pojawiał się także w stawce Brytyjskiej Formuły 3, FIA World Endurance Championship, Renault Alpine V6 Europe, Europejskiego Pucharu Formuły 3, Niemieckiej Formuły 3, Formuły 3000, World Touring Car Championship, European Touring Car Championship, Asia-Pacific Touring Car Championship, Deutsche Tourenwagen Masters, 24 Heures de Spa-Francorchamps – Lotto Trophy, Niemieckiego Pucharu Porsche Carrera, Porsche Supercup, Tooheys 1000, Italian Super Touring Car Championship, Telekom D1 ONS ADAC Tourenwagen Cup, Deutsche Tourenwagen Cup, Global GT Championship, German Supertouring Championship, FIA GT Championship, V8Star Germany, ADAC GT Masters, 24h Nürburgring, Volkswagen Scirocco R Cup Germany oraz FIA GT1 World Championship.
W Formule 3000 Niemiec startował w latach 1986-1987 z niemiecką ekipą Bertram Schäfer Racing. Jednak w żadnym z siedmiu wyścigów, w których wystartował, nie zdołał zdobyć punktów.